# Чипиахес
Чипиахес (Chipiajes) — мёртвый неклассифицированный индейский язык, на котором раньше говорил народ с одноимённым названием, проживающий на территории Колумбии. Народ продолжает существовать под прозвищем «салиба»; чипиахес также является общим названием среди гуахибо.